# 土地なし農民運動
土地なし農民運動（葡：Movimento dos Trabalhadores Rurais Sem Terra、通称:MST）は、マルクス主義に触発されたラテンアメリカ最大の社会運動のひとつで、 ブラジルの26州のうち23州に及び、約150万人もの非正規会員を持つ。ブラジルでは土地改革や不平等な所得分配、人種差別、性差別、メディア独占などから貧困層の土地所有が困難となっているため、土地なし農民運動（以下MST）は彼らの土地へのアクセスと、 自立可能な生活を実現するよう努めている。
MSTは以前の土地改革運動とは異なって、「自己正当化」をする。ブラジル憲法（1988年）の「土地は社会的機能を果たすべきである」と言う文言（第5条―XXIII）と照らし合わせて、非生産的土地を占領することが法的に正当であると主張している。MSTはまた、1996年の国勢調査統計に基づいて、ブラジルの全耕作地の3分の2が人口の3％によって占められていると指摘している。

## 1988年憲法の前の土地改革

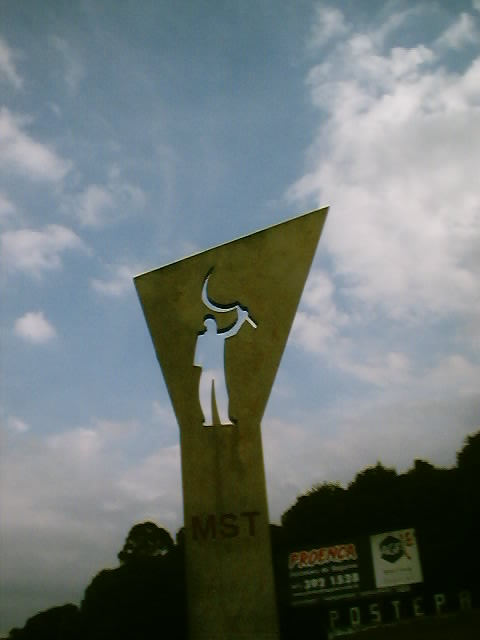
オスカー・ニーマイヤーによる、MSTに捧げるモニュメント。

ブラジルにおける土地改革は長い歴史を持ち、MSTに先行している。 
20世紀半ば、ブラジル左派グループは、民主化と広範な政治利権の実質的な行使には土地改革が必要であるという合意に達した。ブラジルの政治エリートは、彼らの社会的および政治的地位を脅かす土地改革に積極的に反対した。このため地方貧困層の政治指導者たちは、草の根的活動を通じて、下から土地改革を試みた。 MSTは土地改革そのものに取り組むことによって、あたらしい地平を獲得した。「党、政府、その他の機関とのそれぞれの関係を壊す」ことにより、社会的、倫理的、または宗教的ではなく純粋に政治的な観点から問題を構成した。
1850年9月18日、独立後のブラジルにおける土地所有を規制する最初の法律、土地不動産法（Lei de Terras）が発効された。それ以前のポルトガルの封建法に基づいた植民地支配時代は王からの授与（セスマリア）と長子相続制（morgadio）であり、これを改正した。独立したブラジルの州では、土地を取得するための手段は、州または以前の私有の所有者からの購入によるものであった。この法律は不法占拠者の権利を厳しく制限し、土地所有権の集中をもたらし、現代まで続くブラジル社会の特徴となった。土地不動産法（Lei de Terras）は階級の高い人々への巨大な土地補助金による大規模な土地保有（奴隷たちが働いていた）を好む植民地的慣習を残した。
資本主義は政策のため数の限られた大規模な土地所有者を支持したが、同時に農民が自給自足や小規模農業を営むのに必要な土地を確保することを困難にした。土地所有をほんの少数の手ににぎらせることは、ブラジルにおける資本主義の出現と関連していた。そして19世紀から20世紀初頭の反乱（1890年代のカヌードス戦争や1910年代のコンテサンド戦争）はブルジョア以前の所有の在り方を理想化させ、イデオロギーを再活性化させた。このイデオロギーはカトリック組織外にある宗教的リーダーによって支持され、異端で革命的だった。1963年のフランス人ジャーナリストのルイ・ファコの著作によれば、ブラジル北東部の20世紀初頭の暴動と救世主主義（メシアニズム）が土地資産の不均等な分配などの社会的不平等に対する抗議となっていたとされる。この理論は、エリック・ホブズボーグの1959年の「原始的反乱」を中心に英語圏の学者のあいだで発達した。「社会運動」の定義が曖昧だと批判されたが、一方で、別々に検討されていた政治と宗教の運動を融合したことが称賛された。この融合がのちにMSTの出現の基礎となった。
1930年代後半にはメシアニズムと長子相続の両方が消滅したが、1940年代と50年代には農民の抵抗が強まり、所有者を追い出して、土地を手に入れるようになった。
1948年、テオフィロ・オトニ、ミナスジェライス
1951年、ポレカトゥ、パラナ
1957年、南西パラナ
1952-1958年、トロンバス、ゴイアス
しかし、これら地方での事件は、鎮圧されるかそのまま和解され、イデオロギー的な高揚を引き起こさなかった。政策立案者や学者は経済的必要性からブラジル農村経済の機械化と強制的な都市化を信じていた。特に左派は、技術的に後退した封建的な大土地経営が経済の近代化と民主化の両方を妨げていると感じていた。
1960年代、いくつかのグループは法制度に則った農地改革を試みた。それはブラジル北東部の農民連合から始まり、借用農地からの立ち退きと農地の牧場への転換に反対した。彼らは財産への合理的な訴求を通じて、既存の土地所有権の分配に疑問を呈した。だが、これらのグループの努力にもかかわらず土地所有は集中し続け、現在に至るまでブラジルは力強く堅牢な農業経済を保つ一方で農村部の貧しい人々の巨大な犠牲も払っている。 
MSTは、1850年のブラジルの土地開発がひとつの階級、すなわち「農村ブルジョアジーの利益」に関係してきたことを踏まえ、 社会経済的な観点から政策を策定しているとするが、カヌードス（バーイア州）は千年主義（メシアイズム）であり神秘主義だと主張している。
初期MSTの組織化の大部分は、カトリックコミュニティーからもたらされた。 MSTのイデオロギーと実践はカトリック教会の「私有財産は社会的機能を果たす必要がある」とする教義に因る。この教義は19世紀に生まれ、ローマ教皇レオ13世時、回勅「レールム・ノヴァールム」によってカトリックの教義となる。1964年の軍事クーデターの前夜、リオデジャネイロでの決起集会でジョアン・グラール大統領（João Goulart ）はMST的な教義を呼びかけ、政治的、社会的な「改革の青写真」を示し、道路、鉄道、貯水池、衛生設備などの連邦施設600ヘクタール以上の敷地の収用を提案した。結果、これらのアイデアは激しい保守の反発を招き、グラール大統領の権力喪失につながった。それにもかかわらず、ブラジルのカトリック教会は、正式に1980年の原則を認めている。
ブラジル憲法の歴史の中で、（資源の公共管理、自然の観点からの） 土地改革が最初に明示的に言及されたのは1967年の憲法で、この時政府の基本理念とされた。それは1964年のクーデターの後での独裁的なコンセンサスを制度化しようとしていた。 軍事独裁政権は、土地改革政策を利用して、大土地経営者と農村のプロレタリアとの間に保守的な小規模農家の緩衝地帯をつくることを意図していた。1969年、独裁政権が最も抑圧的な時点、アルトゥール・ダ・ コスタ・エ・シルヴァ大統領が病床に伏せている間、暫定軍事政権によって、1967年の憲法改正がなされた。
土地改革のために収用された財産に対する政府の補償を認める。 この賠償は、以前は唯一の法的慣行であった現金ではなく国債で行われる（第157条―§1、制度法第9号、1969年改正）。

## 土地改革と1988年の憲法

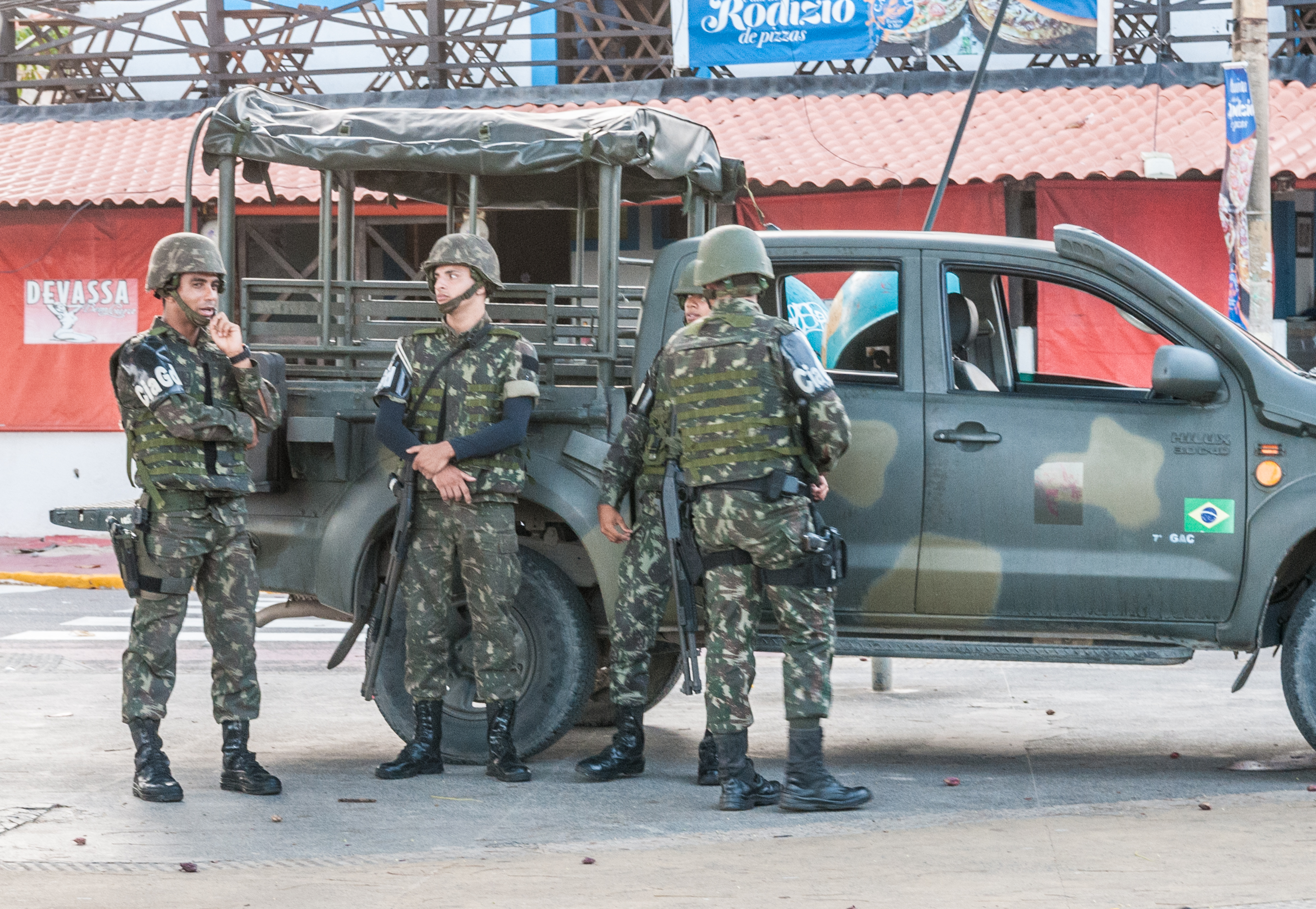
ブラジルのミリタリー。ペルナンブーコ州にて。

MSTは1988年に成立した現在の憲法は、「財産はその社会的機能を果たす」ことを要求しており、政府は「農業改革の目的で、社会的機能（social function）を果たしていない農村財産を没収する」べきだとした。 
憲法第186条の下では、農村財産が次の要件を同時に満たす場合に社会的機能を果たしている。
- 合理的かつ適切な使用。
- 利用可能な天然資源の適切な利用と環境の保全。
- 労使関係を規定する条項を遵守する。
- 所有者と労働者の福利を優先する開発用途。

この基準はあいまいで客観的な定義がなされていないため、社会的反応は賛否両論と見なされたが、一般的には受け入れられた。
土地所有者は彼らの組織UniãoDemocráticaRuralista（Democratic Union of Rural PeopleもしくはUDR（MSTと並行して拡大した））を通じて、1985年以来この原則に反対するロビー活動を行なってきた。 1990年代初めに解散したが、土地所有者間の非公式な地域的関係はまだ存続すると信じている者もいる。
ある法律のハンドブックでは、1988年の憲法で理解されているように、土地改革は様々な「妥協」の産物であり、したがって憲法の枠組みを離れることなくMSTに賛否を主張するができると書く。にもかかわらず、土地改革に対する政府の明確な取り組みの欠如は、公益訴訟に関連するMSTを排除するので、土地改革のための具体的な手続きは、煩雑で時間がかかる訴訟手続を通じて関連グループのイニシアティブに委ねられる。それは「ブラジルの司法制度の問題の多い理想主義的な性質」とあわせて、当事者により「非公式な方法（暴力を含む）」による解決を望む動機を生む。
「土地所有者が彼らの土地から不法占拠者を立ち退かせているあいだに、不法占拠者は暴力を利用して制度的介入し、土地収用に賛成させる可能性がある。」
これは社会正義を一方的に決めようとするため、MSTの行動の合法性についての論争を巻き起こす。
MSTは、非生産的で、社会的機能を満たさない土地を選び、その後、移動して占拠の合法性を確実にする。MSTのこれらの活動は公益法律顧問（MSTファミリーの息子、娘の法律家やDarci Frigo（2001年ロバート・Ｆ・ケネディ・メモリアル人権賞受賞）が共同設立した人権団体「Terra de Direitos」）によって代表される。最終的に裁判所は撤去令状を発行し、占有者家族が退去することを要求し、土地所有者の申立てを拒否し、連邦政府機関が農地改革の責任を負うまでの期間、家族が暫定的に暮らし、自給自足農業に従事できるようにする。ブラジル農業改革研究所（INCRA）は、占拠された土地が実際に非生産的であったかどうかを判断する。MSTの法的活動は、地所が「社会建設の過程」にあるという考え方に基づいているため、訴訟と、それから裁判官の同情を求めることがMSTの正当性にとって不可欠となる。
いっぽうで、伝統的にブラジルの裁判所は土地所有者側であり、「軽薄で奇妙」とよぶMSTメンバーに対する告訴手続きをする。例えば、2004年、ペルナンブーコ州の土地占有では、裁判官はMSTメンバーの逮捕状を発令し、「非常に危険な犯罪者」と表現した。それにもかかわらず、多くの裁判員はMSTに共感を示していた。
ブラジル上級裁判所はたいてい控えめにMSTを認める。例えば2009年2月、当時のブラジル最高裁判所（STF）裁判長ギルマー・メンデスは、MSTは「違法」の活動に従事し、公共の資金付与に反対し、土地占拠に対する「適切な」司法応答を支持する宣言をだした。MSTのリーダーは、順番に、様々な場面で、一貫して敵対的な最高裁判所に起訴されている。 2013年後半には、裁判所は「支配階級不足」と「労働者階級や社会運動に対して何年も時間を費やしている」と述べた。
この緊張関係は、2014年2月12日、ブラジリアの裁判所に侵入しようとしたMST活動家に警察がゴム弾と催涙ガスを発射し、裁判が中止されたときに頂点に達した。

## 設立

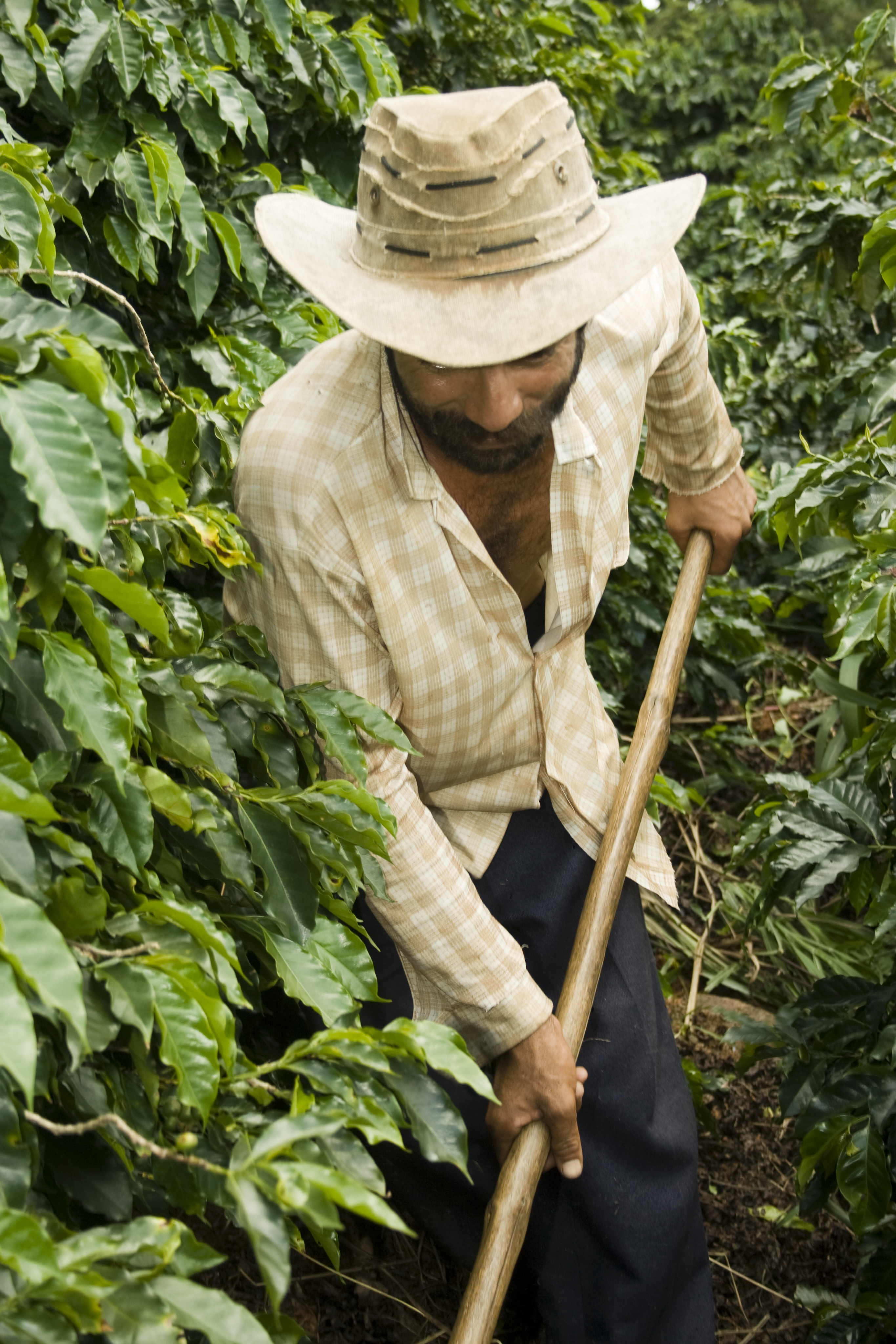
ブラジルのコーヒー農園労働者。

1964年のクーデターに続く農民連合の破綻は、軍事独裁時代の商業化農業と土地所有の集中の道を開き、1970年代の農村人口の著しい減少をもたらした。 1980年代半ばには3億7000万ヘクタールの農地のうち、2億8500万ヘクタール（77％）が大土地所有者によって保有されていた。しかし、1980年代のブラジル再民主化プロセスは、草の根運動が国家や支配階級の利益よりもむしろ自らの利益を追求することを可能にした。 MSTの出現はこの「民主主義の枠組み」に適合している。
1980年代後半から1981年初めにかけて、ブラジル最南端リオ・グランデ・ド・スル州にある3つの非生産的地所の間に位置する土地に、6,000人以上の土地なし家族がキャンプを形成した。これらの家族には1974年、水力発電用ダム建設のため、近くのパッソ・レアルから土地を没収され転居を余儀なくされた600世帯が含まれていた。さらに1968年以来区画を借りていたノノアイのカインガング先住民居留地から追放された300家族（他の情報源によれば、1,000世帯以上）が加入した。
パッソ・リアルとノノアイの地域住民たちはすでにある程度の非＝先住民の土地分配を達成し、その後解体されていたが、彼らはその土地を受け取っておらず、地域運動「リオ・グランデ・ド・スル州の土地なし農民運動（MASTER）」のリーダーたちが中心となって、1980～1981年にキャンプを形成した。やがてその場所はEncruzilhada Natalinoとして知られるようになる。 
カトリック教会の進歩的な支部などの市民社会の支援を受けて、家族は軍隊による封鎖に抵抗した。 封鎖の実行は、過去のアラグアイア・ゲリラに対する反乱制圧で有名だったセバスチャン・キュリオ陸軍大佐が政府から委任された。キュリオ大佐は無慈悲な封鎖を実行した。キャンプ住民の大部分はアマゾンのフロンティアへの移住のオファーを拒否し、最終的には軍政府に農地改革のため、近くの土地を収容するように圧力をかけた。Encruzilhada Natalinoのエピソードはその後の模範となった。 初期MSTの動きの大半は、ブラジル南部の地域に関係しており、オープンフロンティアがない場合、私有地占拠に際して「小規模農家の難しさ」というイデオロギー的な側面が強調された。やがて特定の人口集団の具体的闘争を中心とした地方組織化がおもな行動スタイルになっていった。
MSTは、1984年1月、ブラジルの軍事独裁政権が終わりに近づいた頃、パラナ州のカスカベルでブラジル全土の土地なし労働者が出会い、正式に設立された。その設立にはインフラストラクチャーを提供していた牧畜土地委員会（the Pastoral Land Commission）などカトリックを基盤とした組織と強く結びついていた。
1980年代の間、MSTは農業労働者連盟（CONTAG）との政治闘争に直面した。彼らは労働組合を支持し、地方労働者のために上司からの譲歩に取り組むことによって、法的手段による厳格な改革を試みた1960年代の農民連合の後継者だった。しかし、土地へのアクセスに奮闘するMSTのより積極的な戦術は、今日に至っても「セントラル・ウクニカ・ドス・トラバハドーレス（CUT）」の地方支部として行動する労働組合的な限界をもったCONTAGを超える政治的正当性を与えた。 最終的にMSTは農村部労働者のための広報担当として政治的関心を独占した。
1980年代から、MSTは土地占有の独占権を持たず、その多くは草の根組織（MST、労働組合、土地労働者の非公式連合による反体制派）によって実施されている。しかし、MSTは占拠を扱う組織の中では最も組織化されたグループであり、占拠を公共の目的のために正式な収用にするのに十分な政治的な力を持っている。 1995年、MSTは198の占拠のうち89件（45％）を組織し、これには総人数31,400人のうちの20,500（65％）人が含まれている。

## 組織構造
MSTは、草の根レベルから州と国の調整機関に至るまで、議論、反映、合意を通じて意思決定を行う団体単位で構成されている。解放神学とパウロ・フレイレの教育学を反映した階層をつくらない組織形態は別個のリーダーシップで暗殺や土地売却の危険を回避している。

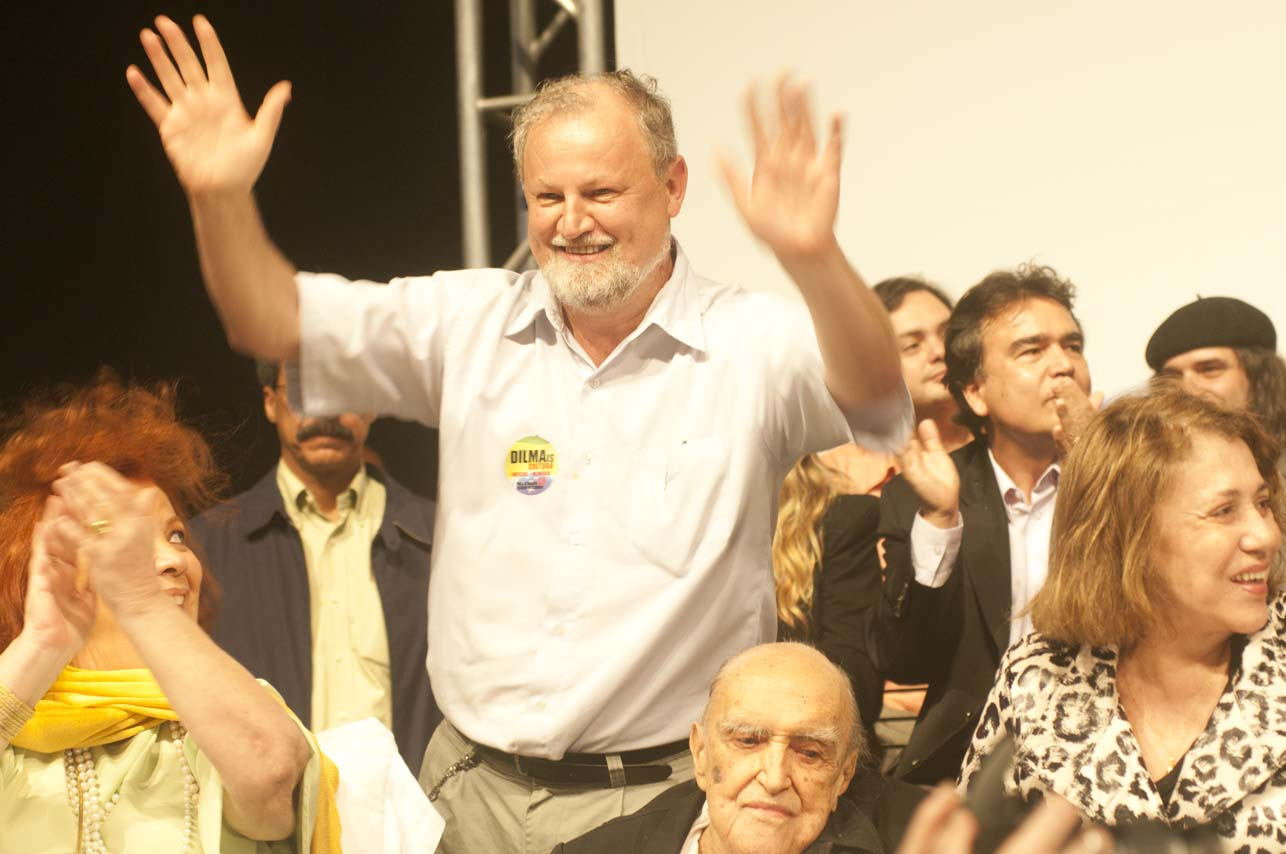
MSTの主要メンバーの一人ジョアン・パブロ・ステディレ氏。

基本的な組織単位は、MSTキャンプに住んでいる10〜15家族であり、ベースの核として知られている。コアグループはメンバー家族が直面する問題に対処し、メンバーはベース会議で2人の代表者、男女各1名を選出する。代表者は地域別のミーティングに出席し、MSTの州調整機関となる「州代表」を選出する。最終的に合計約400人の州の構成員（州当たり約20人）と60もの調整団体で形成されている。すべてのMSTファミリーはベースに参加し、総数では約475万5千人の家族、150万人のコアグループとなる。ジョアン・パブロ・ステディレ（JoãoPedroStédile）は、ブラジルの土地改革に関するエコノミストとテキスト製作を務め、MSTの調整機関のメンバーの一人である。
MSTは政党ではない。約15人のリーダーからなる分散したグループ以外の正式なリーダーシップを持っておらず、公共の場に姿を現すことはほとんどない。この機密性は、逮捕のリスクを最小限に抑え、草の根の分散化された組織モデルを維持するためである。組織モデルは会員の家族と組織の代表者との間で継続的で直接的なコミュニケーションを維持することを可能にする点で、MSTによる重要な戦略とみなされている。組織のコーディネーターは家族が直面している現実を認識しており、重要な問題について話し合うことが奨励される。以上のような組織の青写真はメンバーが「地域の状況に合うように行動する」ことによって、彼らに政治的権限を与える方法を模索している。
コーディネーターとメンバー家族間のコミュニケーションを支援し、メディアの民主化を図るため、MSTは「Jornal Sem Terra」や「MST Informa」などの機関誌を発行している。
MSTの構造と目標はリバタリアン社会主義組織、またはアナキスト組織とみなす作家もいる。

## イデオロギー

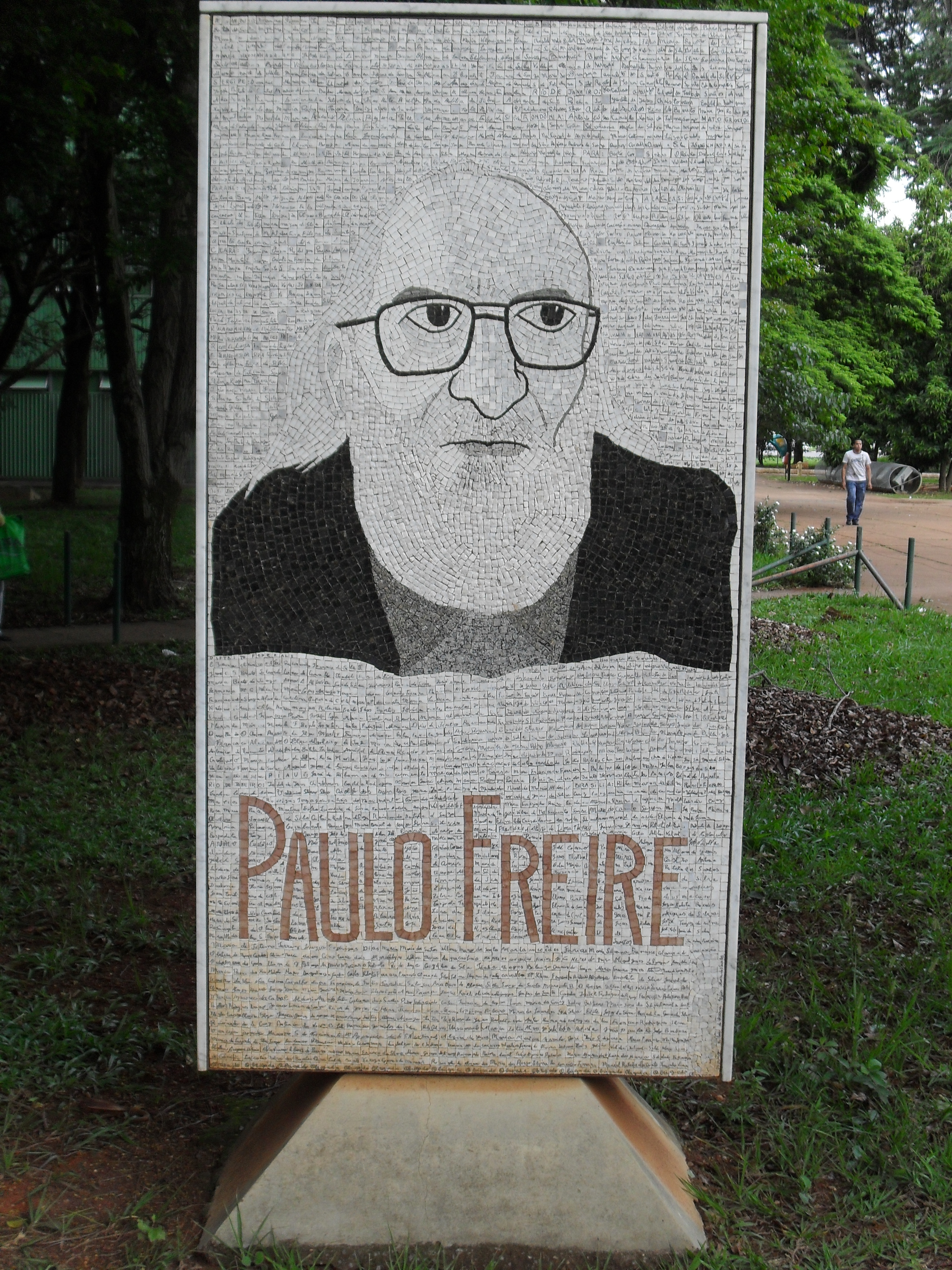
パウロ・フレイレのモニュメント。ブラジルではよく知られた教育者のひとり。MSTにインスピレーションを与えている。

MSTはブラジルの土地改革に向けて努力している何十万人もの土地のない農民（さらに小さな都市に住む人々）のイデオロギーとしては折衷的な農村運動である。 MSTは創立以来、解放神学、マルクス主義、キューバ革命、およびその他の左派イデオロギーにインスパイアされてきた。
「マルクス主義の概念、宗教、共同体の慣行、市民権の原則、そして根本的な民主主義」などの柔軟な組み合わせは、その運動の人気の魅力を高めている。土地のない人々は一般的に解放神学と反＝階層的社会関係を主張するカトリック委員会（ComissõesEclesiais de Base(CEBs)）の活動に具体化されているように、カトリック教会の社会正義と平等の教えに制度的支援を見い出したと言う。教会教義の再読が、MSTのイデオロギーと組織構造の基礎となった。しかし、その後のカトリック教会進歩主義者たちの影響力の喪失は、MSTと教会の親密さを低下させた。
MSTの反＝階層的姿勢は、パウロ・フレイレの影響から生じた。ブラジル、ペルナンブーコ州の貧しい地域社会で働いたのち、フレイレは、学生よりも力のある教師など、伝統的な教室の在り方が成人の識字を妨げていることを知った。彼は、知識を学び吸収する学生個々の能力は、教室での受動的な役割によって大きく妨げられていると考えた。彼の教育は、活動家が抑圧的な社会条件への彼らの受動的な依存を破り、行動や生活を積極的なモードにするように促した。 1980年代半ば、MSTは解放運動のための新しいインフラストラクチャーをつくり出した。
徐々にMSTは運動の範囲を広げた。
彼らは、公的機関や多国籍機関の本部などでデモ行進やハンガ―・ストライキなどの政治的マニフェストを行い、遺伝子組み換え作物に抵抗し始めた。 MSTは、ブラジルの他の地域の農村運動や都市のムーブメントと提携し、同じような活動をする国際組織やムーブメントとも接触がある。 MSTには厳密な意味での土地なし農民や最近土地から退去させられた農村部の労働者だけでなく、土地で働いて生計を立てようとする都市の失業者やホームレスの人々も含まれている。したがって、住宅改革と都市の運動との親和性がある。不法スクワッタームーブメントMTST（Movimento dos Trabalhadores Sem teto - ホームレス労働者運動）は、MSTの分岐として一般的に見られている。

## 教育
MSTによると、2002年から2005年にかけて5万人以上の土地なし労働者が読み書きを習った。また、サン・パウロのグァラレマにあるキャンパスでは人気大学の社会運動（UPSM）の授業を行なっている。マルクス主義学者フロレスタン・フェルナンデス（Florestan Fernandes）にちなんで、フロレスタン・フェルナンデス学校（FFS）と呼ばれるこの学校は、さまざまな分野の中学校のクラスを提供している。 最初の卒業生53人の学生は専門農村教育開発の学位を受けた。ブラジリア大学、ベネズエラ政府とビア・カンペシーナ、ならびに連邦、州、およびコミュニティのカレッジとの契約により、教育スキル、歴史、農業学などの技術科目を提供している。校舎は現場で作られたセメントのレンガを使用し、ボランティアグループによって建設された。建築家オスカー・ニーマイヤーが講堂を設計し、持続可能で低環境負荷の複合施設の建設が検討されている。
MSTは、最初の全国大会の1年後の1986年に、リオ・グランデ・ド・スル州で教育部門を結成した。 2001年までに約150,000人の子供が、定住とキャンプで1,200もの小中学校に通っていた。学校は3,800人の教師を雇用しており、その多くはMSTの訓練を受けている。彼らは、1,200人の教育者を訓練し、25,000人の若者と大人のためのクラスを運営している。ブラジルのほとんどの州の小学校の教師やユネスコ、ユニセフ、カトリック教会などの国際機関とも提携している。地域別に7つの高等教育機関がMST教師のための教育課程を提供している。農村地域の従来の学校よりも優れているとMSTの学校を評価するものもいる。

## メディア報道
学校教育活動を行なっている草の根的機関としてMSTは、ブラジルメディアからかなりの注目を集めており、その多くは批判的である。

VAJA MAGAZINEのロゴ。

ブラジル最大の雑誌Vejaは社会運動に敵対的な姿勢で知られており、リオ・グランデ・ド・スル州にある2つのMST学校の経歴を公表し、MSTが7歳から14歳の間の子供たちを「思想的に教化している」と書いた。子供たちはまた宣伝映画によって遺伝子組み換え作物に「毒」が含まれていると教えられており、遺伝子組み換え大豆を含む可能性のあるマーガリンを食べないように勧められていることが示された。ブラジル当局は、MSTの学校がコントロールされていないとしており、彼らによれば文部省が定めた国家のカリキュラムには従わず、「アイデアの多様性」と「寛容さ」が要求されている。MSTの学校での「説教」と「マルクス主義」は、イスラム学院マドラサでの過激なイスラム教義を説くことに類似していたと記事は述べている。
これはVeja誌とMST間の激しい敵意の歴史の中のひとつのエピソードにすぎない。 1993年、この雑誌はMSTを「農民のレーニン主義者組織」と表現し、「リーダーと活動家はホームレスを装っている」と主張した。 2009年2月、Veja誌は運動を「犯罪活動」だとして公的支援に反対した。1年後、MSTはジャーナリズムと真実そのものを「破壊」しているとして雑誌を告訴した。 Veja誌は最近でも彼らを 「犯罪集団」と呼んでいる。 2014年初頭、MSTのメンバーが連邦最高裁判所の建物に侵入しようとした後、Vejaのコラムニストは「リーダーは存在しない原因を演じている」と述べた。
全体として見れば、マスメディアとMSTとの関係はあいまいであり、1990年代は土地改革を支援する傾向があり、MSTに好意を示した。例えば、1996年から1997年にかけてTV Globoは、女優パトリシア・ピラーが演じる美しい女性が男の地主と恋に落ちるテレビドラマ「O Rei do Gado」を放送した。このドラマでは、MSTの占拠を擁護しながら殺された上院議員カシアスの目覚めが描かれ、元上院議員Eduardo Suplicyとアフロブラジリアンで元国務大臣Benedita da Silvaは、自分たちの同僚のを賞賛するようにゲスト出演をした。
最近、活動が力を集めているためメディアはMSTを「暴力的」だと見なすことを否定する傾向にある。それは土地改革のための闘いを否定するものではない。ブラジルメディアは「生産的な土地の侵略を嘆き、MSTの非合理性と責任の不足、分散した土地区画の悪用と代替的な平和的解決策の存在を主張する」と述べた。

## 持続可能な農業
MST内での技術者と専門家の重要性の高まりにより、MSTは農場に持続可能な農業のモデルに適した技術を開発し普及させるよう努力するようになった。このような技術開発は小規模生産者を「消費者」から「技術者」へと変え、小規模生産者の化学肥料投入量、単一作物価格の変動、天然資源保護を効率的に行なう役割を果たす。より多くの移動家族が土地にアクセスするにつれ、これらの取り組みの重要性は増している。例えばパナラ州にあるシコ・メンデス農業センターは、以前はモンサント社の遺伝子組み換え作物を栽培していたが、MSTを通じて配布される有機的な種子へと切り替える予定である。MST集落では植林、自然種の栽培、薬用化計画など、様々な実験が行われている。
2005年、MSTはベネズエラ連邦政府とパラナ州、パナラ連邦大学（UFPR）、国境を越えた土地のための闘いを続けるビア・カンペシーナとラテンアメリカ農業学校を設立するために提携した。MST農業改革プロジェクト（the Contestado settlement）の中に位置づけられるこの学校は、同年1月、第5回世界社会フォーラムにおいて議定書に署名した。

## 激しい対立

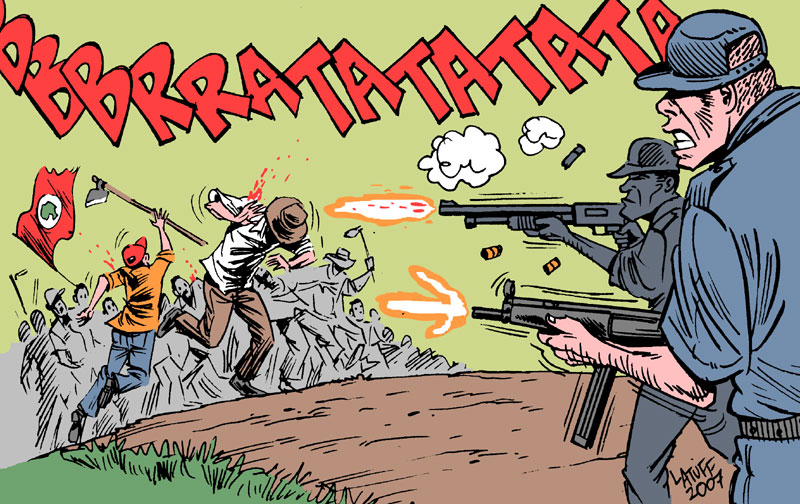
政治風刺漫画家Carlos Latuffによる「エルドラド・ド・カラージャス」の虐殺。

ブラジルにおける「土地紛争」の長い歴史の中で、MSTの出現と1990年代ブラジルの土地改革運動の統合は、MST主導の「最初の占拠の波（1995-1999）」と呼ばれるものにつながった。また運動は政府当局、土地所有者、MST間での死亡、重傷、財産損害などさまざまな流血をともなう暴力闘争と相反する主張をもたらした。
「エルドラド・ド・カラージャスの大虐殺」と呼ばれる悪名高い1996年の事件では19人のMSTメンバーが銃撃され、69人が警察によって負傷し、パラ―州の国道を塞いだ。 1997年だけで警察や土地所有者の警備員との対立によって国際的に認められた死者の数は20数名人にものぼった。
2002年、MSTはミナスジェライス州で当時の大統領フェルナンド・エンリケ・カルドーゾの家族経営の農場を占拠した。これに対して左派労働者党の指導者ルーラや他の議員たちは公の場で非難した。農場は収穫機やトラクター、家具の破壊など占拠による損害を受けた。MSTのメンバーはまた農場のアルコール飲料のすべての在庫を飲んだ。後に 16名のMST指導者が盗難、破壊行為、不法侵入、逮捕への抵抗、監禁の容疑で告発された。

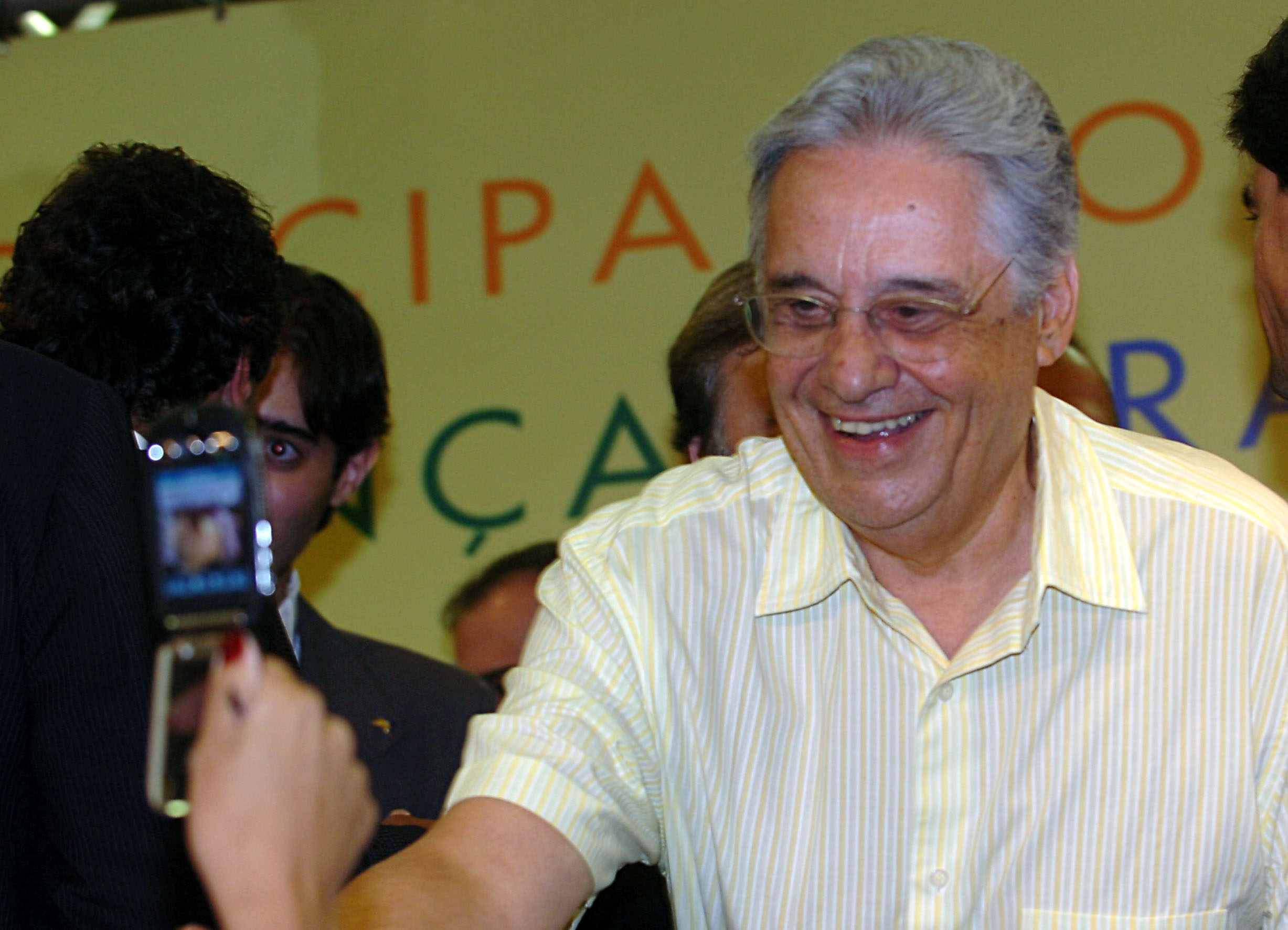
2007年のカルドーゾ元大統領。

2005年、ペルナンブコのMST農家近くの貨物トラック盗難の内偵捜査中の警察官2人が何者かによって攻撃された。 MST関与の疑惑の中で、1人が死亡し、もう1人が拷問された。
2000年代初め、MSTは「土地の社会的機能」と相反すると考えられる大企業所有の施設を占有し始めた。 2005年3月8日、MSTはバラ・ド・リベイロにある製紙会社アラクルーズ・セルロースが所有する保育園と研究センターに侵入した。 メンバーが地面から植物を引き抜いているところを地元の警備員によって捕らえた。MSTの重要メンバーのひとりジョアン・ペドロ・ステディレは、MSTは土地所有者だけでなく農業にも反対すべきであり、「超国家資本主義による農業の組織化プロジェクト」は社会的に後方かつ環境的に有害なモデルだとした。
匿名のMST活動家の言葉によれば「私たちの闘いは土地を勝ち取るだけでなく、新しい生活様式を築いている」とする。この動きは2000年の全国大会以来、主にブラジルか外国かを問わず、多国籍企業の脅威やブラジルの食物主権（Food sovereignty)と関係していた。特に知的財産の領域では、2000年7月湾岸都市レシフェでのアルゼンチンからのGMトウモロコシを積んだ船舶への攻撃につながった。 実際、2000年以降、運動の行動主義の多くは多国籍企業への象徴的な行動として「政治介入の象徴としてのブラジルで操業している大規模独占企業」に対抗するかたちを取った。
1990年代後半から2000年代にかけて、カルドーゾ政権のスポークスマンは「ブラジルには土地改革の必要性がない」と宣言したため、戦略変更は政府の姿勢の変化に対応していた。小規模農家は競争力がなく、農村地域の個人所得を増加させる可能性は低い。 したがって、それは熟練した賃金労働者の立場を重視した政策への愚かな代替案であり、一般的な雇用水準の拡大は最終的には土地改革の問題を背景に「後退」させることとなった。MSTの行動は古風な農地への回帰を目指したカルドーゾによって非難され、それゆえ「近代性」と競合していた。
カルドーゾは農業改革へのリップサービスはしたもののその運動を「民主主義への脅威」と述べた。彼は1998年のMSTによる助成金要求をパラナ州の銀行強盗と比較した。カルドーゾは辞任後に書かれた追記のなかで、「私が大統領でなかったら、おそらく彼らと一緒に行進するだろう」とも述べている。だが一方で農園を引き継ぐ「強盗」のイメージは 自国の農場は国内外の投資を追い払うだろう」とも語っている。
カルドーゾ自身はテロリストとしてMSTをブランド化したことはなかったが、ブラジル政府への脅迫を行動に移す手段として、ＭＳＴによる北部アルゼンチンからの侵攻についての仮説を立てていた。1997年7月、カルドーゾの軍事大臣（Chefe da Casa Militarー軍、警察、市民警察などの責任者）は、当時の警察官のストライキへのMST活動家の参加について、「不安定要因」だとして懸念を表明した。
具体的な土地改革対策についてカルドーゾの姿勢は分かれていた。和解のための土地の取得を加速し、未使用地への税金を増やすための措置を取った。それによって占拠された土地の公的検査も禁止され、将来の収用が妨げられた。カルドーゾの主な土地改革プロジェクトは、世界銀行から9,000万米ドルの融資を受けて、以前に農業経験を持ち、年間最大収入が1万5,000米ドルの個人に向けられたもので、土地所有者から土地を購入するために他の農村生産者と協力することができれば最大4万ドルの融資を受けることが出来た。これはMSTの伝統的な支持層である農村部の貧困層とは対照的に、実質的に小規模農家を対象とした土地改革プログラムだった。カルドーゾのプロジェクト「Cédulada Terra」は、土地のない人々にも土地を購入する機会を与えていたが、土地所有者から土地を直接購入するという交渉プロセスの後にのみ行われた。
米国の学者の言葉によれば、実際の移住の努力にもかかわらずカルドーゾ政権によって回避された問題はこれまでの農業開発の統治モード、すなわち集中型で機械型、大規模農業型の商品生産、それによって生じる不公正であった。カルドーゾ自身の言葉を借りれば、彼がMSTに関して腹を立てることが出来なかったのは「土地改革のための闘争」ではなく、「資本主義体制それ自体」に対する見解故であった。それでもカルドーゾ政権は純粋な交渉用語による圧力や調教など様々な「代替案」を立てようとした。サンパウロ州のMAST(Movimento dos Agricultores Sem Terra）にそうしたように。
これに対して、MSTの指導者たちは「その時」を強調し、その実践的な活動は貧困者の生産性を得るという見通しを立てた。カルドーゾ大統領が1996年のインタビューの中で認めていたように従来の労働市場における継続的な雇用は厳しいものだった。
「私は、私の政府が排除してようとしていると言っているわけではない。それはできない...私にはそこから排除される人間がどれくらいいるかわからない...」。
ジョアン・ペドロ・ステディレは同じ時期（2002年）に、政治運動を企画する際には「ブラジルには多くの浮浪者がいる」ことを心に留めなければならないと認めた。 彼の見解では、多数のブラジル農村の労働者が都市のプロレタリアートの外側に「吸収される」ようになった運動の性質に反対するべきではない。
そのような見解は学者たちも共有している。労働者たちは背後に「農民」の性格を持っている。MSTは、階級政治に関する限りでは半端なプロレタリア運動であり、正式な賃金の雇用がない場合、生計を立てようとする人々を集めているものの社会的分業の全体的活動の範囲から外れている。
ある意味では、カルドーゾ政権の新自由主義政策の結果、労働運動が衰退し、残された空白がMSTの活動によっていくらか満たされた。 それゆえ、この運動は特に住宅問題に関連して都市ベースの闘争との提携を打ち出したのである。 ジョアン・ペドロ・ステディレの当時の言葉によれば、「土地改革のための具体的な闘争は農村で展開されるだろうが、最終的な決定は「構造変化の政治権力」が存在する都市でのみされるだろう」。

### 後期MSTにおける行動主義の理念的基盤

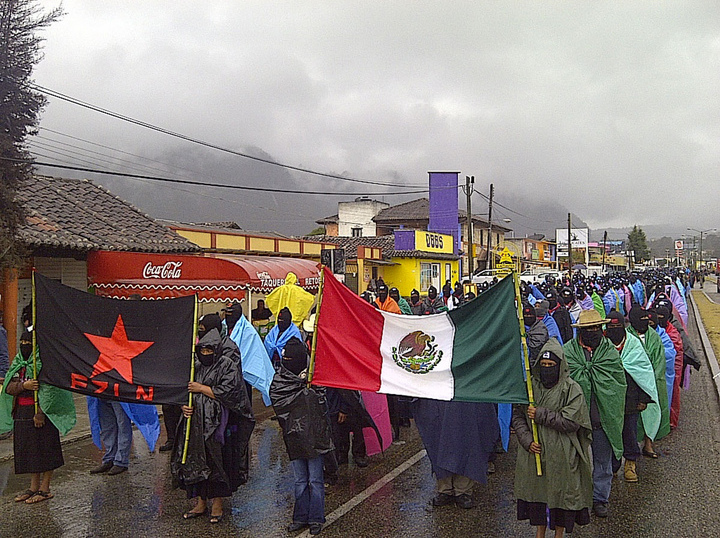
メキシコのサパティスタ民族解放軍（Zapatista Army of National Liberation）。

資本主義の現代性とは反対のMSTの活動は、ある意味で伝統的な農民の衰退と伝統的な共同体を回復させたいという願いを表現している。それがMSTと（メキシコの）サパティスタ民族解放軍（Zapatista Army of National Liberation）のような共同体保全運動との違いだろう。
別の側面から言えば、それは農民の「衰退」を意味するのではなく、植民地時代から農業が商品生産に結びついていたブラジルと同じように、現代において発展したMSTは「適切な農民の不在」を意味している。社会基盤として資本主義的生産の分野における足がかりを得るために努力する農村部の労働者階級たちがいる。専門家以外の外国人観光客が指摘しているように、MSTの「土地なし農民」（つまりマルクス主義的意味でのプロレタリアート）は、時にはなによりも純粋に「イデオロギー的ブランド」として立ちあらわれる。
米国人学者ジェームズ・ペトラス（James Petras）のような左派でさえ、MSTは間違いなく「近代社会の運動」であり、その主な目標は休閑地を市場性のある剰余を生み出す実行可能な単位に変換することで、「占拠し、抵抗し、生産する」するというモットーが進むにつれて、明確な反資本主義運動ではなくなっていると指摘する。それは、むしろ「小さな個人所有者に基づいて土地改革を創造する」ことである。運動は民間企業にフレンドリーな姿勢をとっている。調達した資金によって機械化、加工企業、家畜の育成、追加の資金源へのアクセスを賄っている。 運動の目的を単に「資本主義経済と相互作用」しているに過ぎず「限定的」だと見るものもいるが、実際、「ゲリラ資本主義」を介することによって小規模な生産者団体が農産物市場のシェアを巨大企業ビジネスと競合しないようにしている。
ジェームス・ペトラスやヘンリー・ヴェルトマイヤー（Henry Veltmeyer）のようなマルクス主義者の見解では、そのような姿勢は農村の異質な連合が都市労働者階級たちの広範な反＝システム連合に参加することができないことを反映しているとされる。他の著者たちはこのマルクス主義のパラダイムを逸脱して、権力を握るのではなく、「農村のブラジルの多様性を再構築する」ためのイデオロギー的闘争の反映をMSTのレトリックで見る。
この闘いは、一見過激なレトリックで表現されているにもかかわらず、「実際、農村社会の民主化には関連しているが、「決裂」へと向かう政治的動機は伴わない」とされる。 さらにぶしつけに言えば、学術論文ではMSTのイデオロギーとして、「食べられるモノのイデオロギー（Edible ideology）」を挙げている。
最近のドイツのハンドブックは、MSTは単なる圧力団体であり、実際の政治権力を発揮できていないと記述した。しかし、他の著者たちは、MSTが日常的な自営行為への参加を最大限にすることはその運動を広義の「社会主義」と表現するのに十分であると主張している。

## ルーラ政権との関係の推移

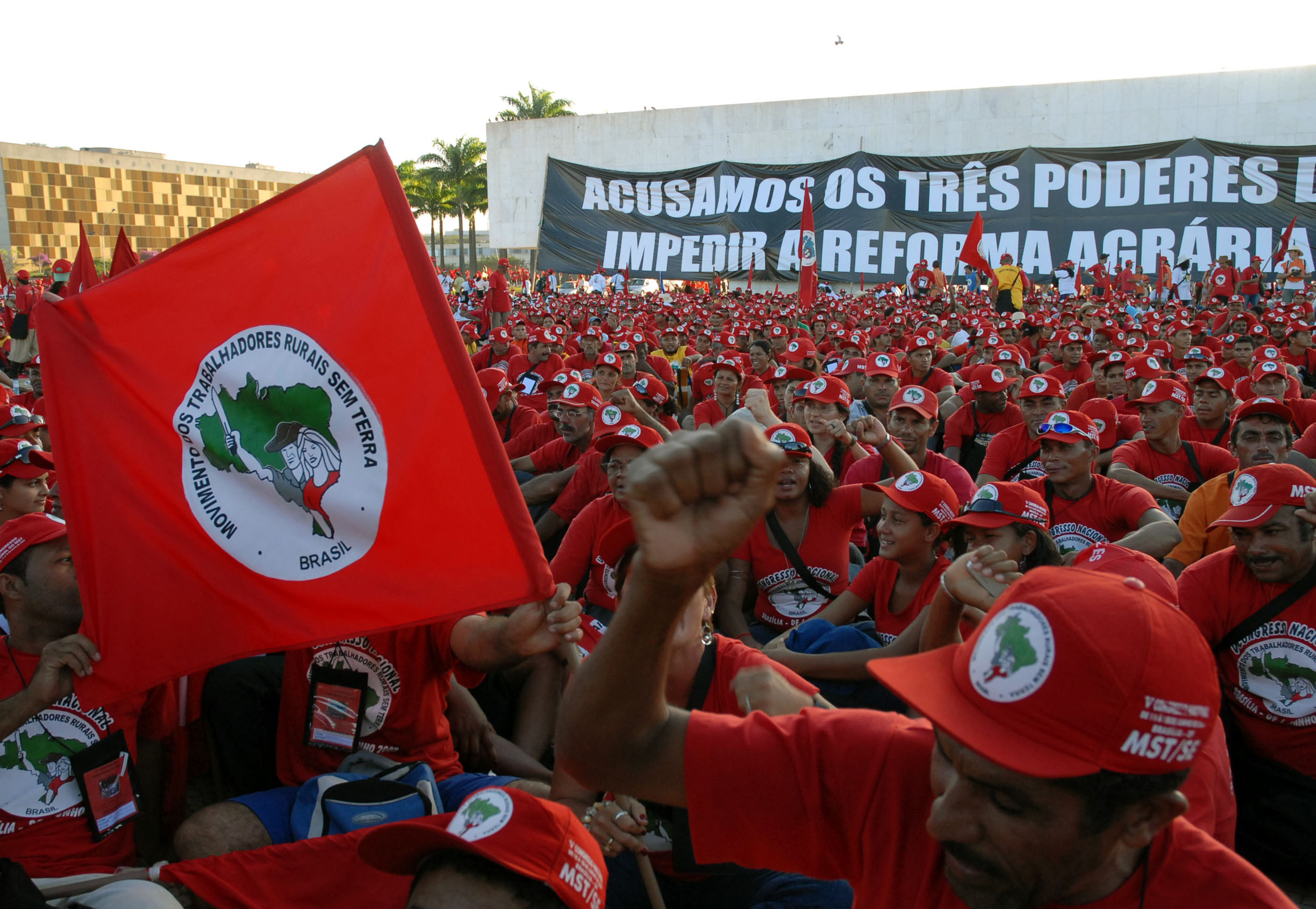
2007年のMSTの集会。

当初、ルーラ政権は左翼であり、フレンドリーな政府としてMSTでは見られていたため、2003年以降の占拠の第二波（second wave）では、個人所有の土地に対する行動が優先され、公共の建物の職業を避けていた。しかし、土地改革に関して法律的な側面も含めたルーラ政権の保守的な立場が明確になるにつれ（実際、カルドーゾ政権の達成よりも幾分少ない）、2004年初めにはその姿勢を変更し、公共建築物やブラジル銀行の代理店を再び占有し始めた。
2003年6月、MSTはゴイアス州にあるモンサント社のR＆Dファームを、2008年3月7日、サンパウロで別のモンサント社の施設を女性の活動家が占拠した。育種所と遺伝子組み換えトウモロコシの実験区画を破壊し、進行中の科学研究を遅らせた。 MSTは多国籍企業によって供給された「遺伝子組み換え作物（GMO）」の広範な使用に対する政府の支援に抗議するために、研究施設を破壊したと述べた。 2003年に、ルーラ大統領はGMＯ大豆の販売と使用を許可し、MSTのジョアン・ペドロ・ステディレは彼を「遺伝子組換え政治家」と呼んだ。すでに2000年代初頭にはブラジル国内における国境を越えた種子の支配はモンサント社によってなされ、その82％ものシェアを占めていた。MSTはこれを経済的利益をもたらすものの、有機農業の発展に有害であると見なした。農薬の使用によってもたらされるのと同様の将来的な健康被害の可能性がある。のちにステディレはモンサント社を、実質的に農業生産と取引のすべてを支配する国境を越えた10の企業のうちのひとつと呼んだ。同様のエピソードが2006年に起こった。 MSTはパラナ州でGMOを生産していたスイスのシンジェンタ社が所有する研究施設を占拠した。 （シンジェンタ社はGMO研究を続けることができるように、ルラ政権により以前の制限を緩和されていた）対立の後、パラナ州政府の管轄へと施設は移り、「農業環境研究センター（agroecology research center）」へとかわった。

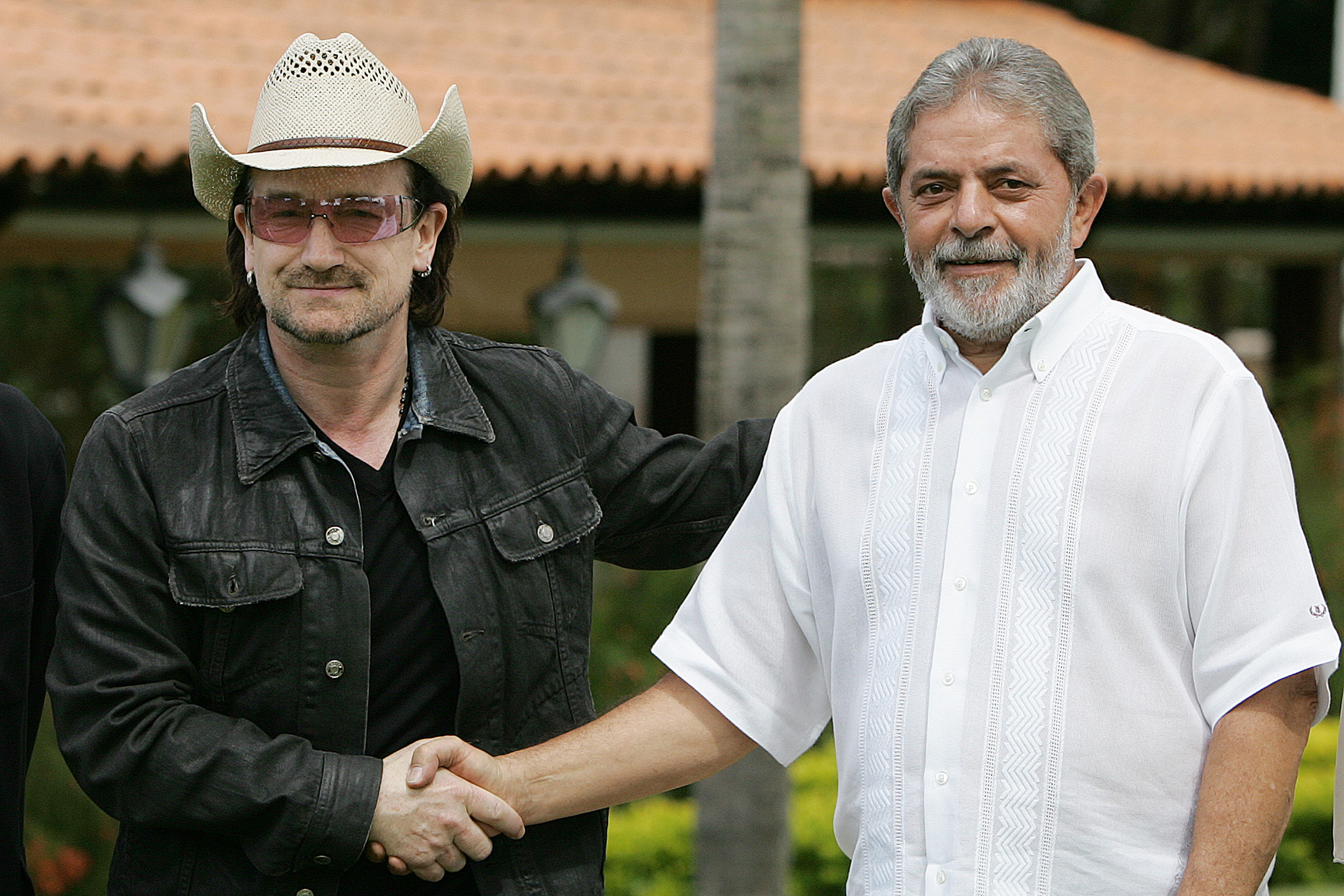
ROCKバンドU2のボノ氏と写真を取るルーラ元大統領。

ル―ラ政権とステディレ相互の応酬ののち、ルーラは運動の要求に不要な急展開を見た。これに対して、2005年5月、MSTは大規模なデモンストレーションを行なった。ゴイアニア市から200キロ以上を行進し、約13,000人の土地なし農民が首都ブラジリアに到着した。 実際のところ、MSTの行進はルーラ大統領ではなく、「米国大使館」と「ブラジル財務省」を標的にしていた。何千人もの参加者が「鎌」や「横断幕」を掲げて街頭行進した。50人の代表団は、報道陣のカメラに向けてMSTキャップを着用したルーラ大統領と3時間の会合を開いた。このセッション中、大統領は2006年末までに約43万家族の解決を再委任し、この目標を達成するために必要な人的資源と資金を配分することに合意した。また再分配のための利用可能な土地のプールなど、関連する改革にコミットした。 その後、ルーラ政権は、2002年から2006年の間に381,419家族を移譲したと主張した。この主張はMSTとしては議論の余地があった。MSTはこの数字はすでに存在していた地域（国有林やその他の管理された環境保護区域、既存の集落など）に住んでいる人々を含めることによって「水増しされた」と主張した。MSTはまたルーラ政権の「土地再分配」とは単に小規模区画の土地を引き渡すことでしかないと批判した。それは政権の「施し主義」（assistencialismo）の一形態であり、生産的なシステムを変えることはなかった。
行進は参加者の需要からなされた。ルーラ大統領は国家債務のサービスに予算を費やすよりもむしろ限られた農業改革計画に取り組んだ。2005年5月18日、MSTの指導者数名は、大統領就任以来自身によって抵抗されつづけてきた会談を行なった。指導者たちは大統領に経済改革、公共支出の拡大、公的住宅など16の需要のリストを提示した。 その後ロイターとのインタビューで彼らは大統領とは依然「同盟関係」にあるとしたが、同時に約束の土地改革を加速するよう求めたと述べた。しかしながら同年9月、ジョアン・ペドロ・ステディレは土地改革に関する限り、ルーラ政権とは「終わった」と宣言した。政権最初の任期の終わりには、MSTは政府の議題とは関係なく、再行動を決定していた。ルーラ政権からMSTが得た最大の利益は「運動自体の非犯罪化」であった。カルドソ政府の厳しい反占拠措置は放置され強制されなするかった。MSTを「テロ組織」と定義するために調整される可能性のあった法律制定の試みも労働者党派の議員によってうまく反対された。それにもかかわらず、ルーラ政権は社会運動組織を「政府保護の枠外に保つ」という一般的なパターンに則り、MSTと連携して行動したことは一度もなかった。つまり、ドイツの作家が述べたように「土地改革」という点では、地方の農業エリートによって定期的にブロックされるという青写真へと進んでいたのだった。

## テロリスト・犯罪組織とみなされるMST

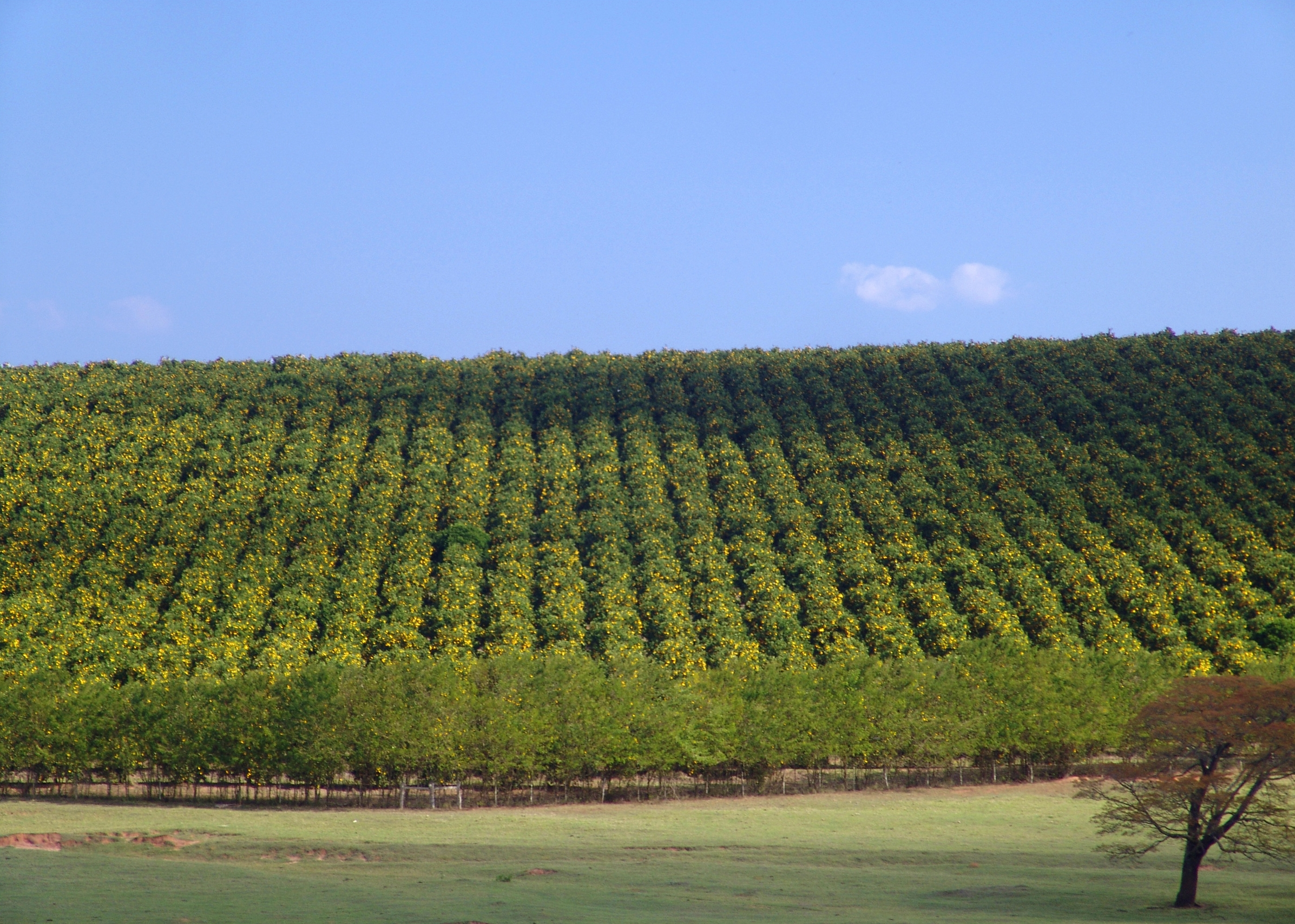
多国籍企業カトラレ社のオレンジ農園。2009年MSTは農園を占拠し、農園を破壊し、州への抗議とした。

ルーラ政権誕生は土地改革に対する積極的な政府支援の可能性を高めたため、保守系メディアはMSTの活動を「重罪としてブランド化」するための努力を強めた。 
2005年5月、前述のブラジルの総合誌Vejaはサンパウロで最も強力な刑務所＝犯罪組織である「Primeiro Comando da Capital（PCC）」を支援しているとMSTを非難した。 PCCの指導者同士の会話を警察の電話で録音して、MSTに言及した。そのうちの1人は「（MSTの指導者と）囚人の親族による大規模抗議を演じる最善の方法をギャングに指示する話をした」と述べた。2005年4月18日、約3,000人の親族がサンパウロの矯正施設の条件に抗議した。 MSTの「指導者」は指名されなかった。実際、主張されたMST活動家は録音された会話に参加していなかった。 MSTは声明の中で証拠との関連を否定し、MSTの運動を犯罪化しようているとした。米国での9-11以降、ブラジルメディアは、これまで許容されてきた政治的談話の境界線を越え、既存の「反＝グローバリゼーション」の政治運動をはるかに追い抜く9-11以降の国際動向に対応して、MSTを「テロリスト」と表現する傾向があり、その国際的な動きに対処するために、さまざまな歴史的・仲介的な出来事を荒っぽく一纏めにした。MSTは情報機関によって活動が継続的に監視されていると想定している。ブラジルや外国の様々な情報機関がMSTと様々なテロ組織との関係を想定している。MSTは「市民の不安」の源泉とみなされた。
地主側につく議員が過半数を占める「議会審問委員会」は、MSTの活動を2005年末にテロリストとして分類し、MST自体を犯罪組織と分類した。その報告書は委員会の労働者党（PT）メンバーからの支持を得ておらず、ある上院議員がTVカメラの前でそれをもぎ取った。議員はこれに投票するのは、「奴隷労働者を使って不法に土地を横領した殺人の共犯者だ」と言った。この報告書に基づき、議員アルベラルド ルピオン（民主党パラナ）によって2006年に議会に提出された法案で、MSTの運動は「政府に圧力をかけ終わって、他人の財産を侵害する」というテロ行為、ひいては凶悪犯罪行為だと見なされた。ブラジルの法律における 「悪質（heinous）」犯罪は、1990年のブラジル法では重罪であり、それらを犯した被告は裁判前の釈放は許可されない。
2006年4月、MSTはバイーア州の大手製紙会社Suzano Papel e Celuloseの農場を、ユーカリの栽培に費やされた面積が6平方キロメートル以上であったために占拠した。ユーカリはブラジル北東部の環境劣化の原因となり、小規模な農業生産にとって土地の利用可能性を減らしている。これは「コーナーリング生産者（encurralados pelo eucalipto）」と呼ばれている。2011年に、Veja誌は明らかなユーカリ木材盗難と説明し、州の軍警察によると約3000人がバイーア州の木材の盗難で生計を立てていたと推定している。
.2008年、州軍事警察と協力するリオ・グランデ・ドゥ・スル州の公選弁護士グループが、MSTと国際テロ集団との共謀を告発する報告書を提出した。アムネスティ・インターナショナルによれば、この報告書は警察が「過度の強制力」を用いて行なった追放命令を正当化するために州裁判所で使用されている。リオグランデドスル州の公選弁理士評議会はMSTが「違法組織」であることと宣言し活動を禁止するよう国に要請した。報告書は「この運動とリーダーが罪ある犯罪組織に関わっていることは周知の通り」と宣言し、さらにMST活動家が「選挙で不均衡を引き起こす」可能性がある場合、活動家の投票権を有権者登録から抹消するとした。州立軍事委員会委任官によって同時に発行された宣言では、MSTは「私たちの国で全体主義国家を設立するよう努力している組織化された運動」とした。
2009年9月27日から10月7日まで、MSTはサンパウロ州ボレビにあるオレンジ農園を占拠した。オレンジジュースの多国籍企業であるカトラレ社はMST活動家による農作物や樹木、農薬の破壊で120万レアル（約603,000ドル）相当の損失を被ったと主張している。MSTは農場を政府財産とし、カトラレ社によって不法に告発されたと主張した。占拠はこの州に対する抗議として意図されたものであり、破壊は挑発者が誘発したものである。土地を「不利益な土地」とすることは運動の主要な政治ツールの1つであり、既存の私有財産の正当性を問いたとする。カトラレ社の農園は、2013年までにMSTに4回以上占領され、多国籍企業の財産権は連邦政府によって裁判所で争われている。
また同時期にMSTは「土地のなし農民」の窮状を一般市民に訴えるためのメディア戦略の一環として高速道路と鉄道を占拠、閉鎖した。

## ルセフ政権下のMST

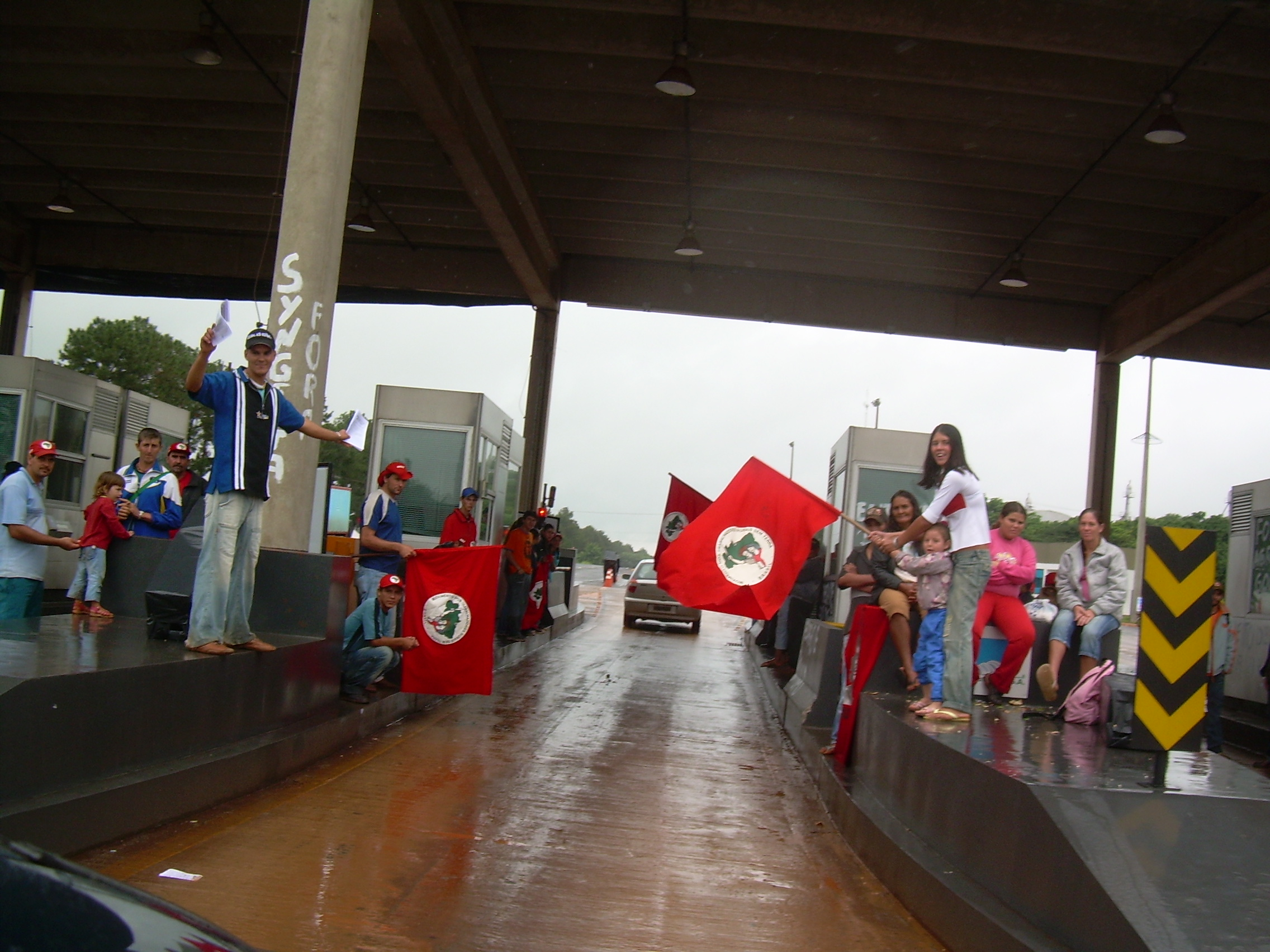
MSTの青年メンバー。赤い旗を振っている。

2010年、MSTは大統領選挙でジルマ・ルセフ候補の支持を宣言したが、選出された後彼女は運動を制限付きで支持した。2010年11月の全国放送で、ルセフ大統領は土地改革が「人権」の問題、すなわち純粋に人道的な問題であると宣言した。彼女はルーラの首席補佐官として、エコロジカルな土地改革への懸念にもかかわらず、経済成長を支えてきた。キャンペーン時のラジオインタビューの中で、彼女は経済成長がブラジルの土地問題を和らげる可能性があるという控えめな希望を繰り返した。「私たちがやっていることは、土地の不安定さの本当の根拠を取り除くことです。彼らは戦う理由を失っています」。したがって、ある著者は、MSTにとっての「悪くない」選択としてのルセフの支持を挙げている。
土地所有権の統合は引き続いた。 2006年の国勢調査によると、ジニ係数における土地集中度は0.854だったが、軍事政権の初期、1967年には0.836であった。言い換えれば、少数者の手への土地所有権の集中は実際には増加していた。現在のブラジルの経済政策は、とりわけ外国為替の場合、農業輸出によって生じる貿易黒字に依存しているので、「（所有者と）農民との相互関係は農地改革に反対している」。ルーラ政権時代によみがえったブラジルの経済成長は、特に後の参加者の大部分である都市労働者の間で、土地改革に対する要請を大幅に減少させた。最近のインタビューでMSTの国会議員であるJoaquim Pinheiroは、近年の福祉支出や雇用水準の上昇がブラジルの農業活動に「ハッとさせるような」影響を与えているとしたが、しかし、MSTは人々がそのようなプログラムの「人質」になることを恐れていると付け加えた。2006年、MSTによると1990年に12,805人だったのに対して、15,0000人もの家族がキャンプに住んでいた。

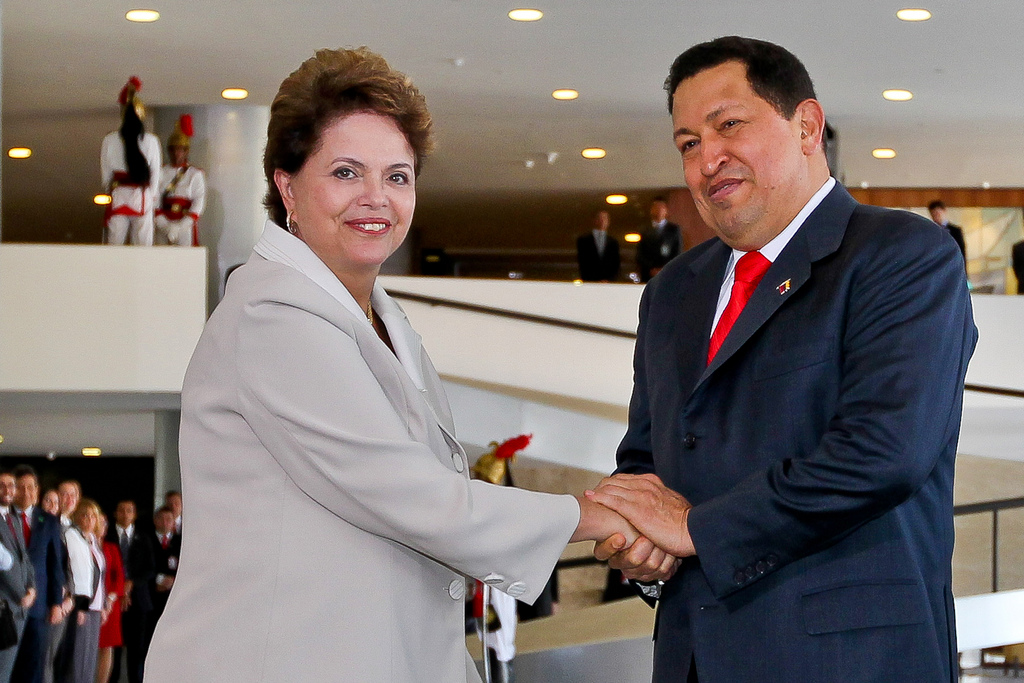
2011年、ベネズエラのチャベス元大統領と握手を交わすルセフ元大統領。資本主義ブラジルとより社会主義的な政策を打ち出すベネズエラとの間には緊張関係がある。

国の機関や個人からも運動に対する激しい反対が続いている。 2012年2月16日には、2012年2月16日、アラゴアス州の占拠地から農場の未払いの債務がある80家族が追放された。MST活動家のJanaina Stronzakeによると、MSTは土地所有者がMSTリーダーのヒットリストを持っていると想定している。 事件のように見せかけて、実際いくつかの殺人事件が行なわれた。2014年4月、非政府組織グローバル・ウィットネスによると、環境と土地利用に関する一連の紛争で2002年から2013年に少なくとも448人が死亡し、ブラジルは「土地と環境権利を守る最も危険な場所」とされた。またカトリック・パストール・ランド委員会の報告では、2013年に34件、2012年に36件の土地紛争に関連する殺人事件があったと推定されている。
2012年4月16日、MST活動家のグループは「エルドラド・ド・カラージャスの大虐殺」の追悼のため、定期的に行なわれている「赤い4月」キャンペーン運動の一環として、ブラジリアの農業開発省本部を占領した。 労働者党の大臣ペペ・バルガス（Pepe Vargas）は、政府―MST間の継続的な協議が占領期間中、中断されたと公表した。MST活動家はルセフ政権が土地改革プロジェクトのペースが遅いことに不満をい抱いていた。2011年にはそれ以前の16年間より公式な定住家族が減少した。ルセフ政権の占領に対する反応は土地の売却だったため、広範な非難を巻き起こした。2012年のインタビューでスティディルは、ルセフ連立政権は土地改革に関して政治的に行動することができなかったため、運動は政策の恩恵を受けていなかったと認めた。
ルセフ政権の最初の任期は土地改革にとっては希薄な期間であり、マスメディアはMSTは2期続く労働者党政権によって「飼い慣らされた」だけでなく、安定した経済成長と雇用の拡大によって大衆の支持が減少したとした。 2013年に試みられた占拠はわずか110件だった。2014年も低い数字が続き、移住家族は159家族のみにとどまった。 MSTのコーディネーターJoãoPaulo Rodriguesは連邦政府は資金を調達するため農産物輸出に依存しており、政権が土地改革を進めていないだけでなく、いくつかの事例では後退しているとする。最近の土地改革政策の唯一の進歩は、国家学校給食プログラム（PNAE）や食品ケータリング計画（PAA）などであり、公立学校やその他の政府機関のために小規模農家から食糧を購入することだ。しかしそのようなプログラムは公的資金、助成金などの面では不公平であるブラジルにおける土地改革の唯一のチャンスは、小規模生産者と都市労働者階級の消費者の間の合弁事業の一種であり、単純な土地再配分は失敗することになる。ベネズエラのウゴ・チャベス大統領が「適切な農民」が欲しいという理由で未使用のまま残っていた国有化した土地、7百万ヘクタールを在庫していたように。
2014年11月、ルセフ大統領が再選しその周辺が過激化するなか、ベネズエラのエリアス・ハウア大臣のブラジルへのアポなし電撃訪問はMSTとベネズエラ政府間での農業生態情報の交換合意に繋がった。この合意はブラジル議会保守派に緊張を走らせた。上院議員ロナウド・カイダドは、この合意を指して「社会主義社会を構築することを目指して、外国政府の高位代議員と不法行為者との協定」と表現している。これは「保守はいかなる政治プロセスにおいても草の根の政治参加に敵対している」ことを示唆している。ルセフ大統領は悪名高い女性土地所有者カティア・アブレウ（KátiaAbreu）の第2期目の閣僚として選んだ。MSTと労働者党間で継続する緊張の雪解けは当面迎えられそうにないが、これは逆にひとつの問題から政治・社会的解放のより広い焦点でのMSTの再構成を示唆している。このような傾向は、1990年代以降、進歩的カトリック教会が主催するネットワークで他の様々な草の根組織とのMSTの統合においてみられてきたが、MSTが都市部の「姉」組織であるMTSTとの協力関係を発展させたCMP（Popular Movement of Central Movement）にも及んでいる。